# ReLoad
ReLoad es el séptimo álbum de estudio de la banda estadounidense de thrash metal, Metallica. Fue lanzado al mercado el 18 de noviembre de 1997. Al igual que Load, fue grabado en los estudios The Plant en California y también producido por Bob Rock (Mötley Crüe, Bon Jovi, The Cult). ReLoad es la contraparte a su álbum anterior, Load.
Se planeaba que ReLoad saliera al mismo tiempo que Load como un álbum doble, sin embargo, y por distintas razones no se dio al mercado hasta un año después. De hecho, y al igual que en la portada de Load, se utiliza una obra del fotógrafo Andrés Serrano, solo que en ReLoad la fotografía de la portada está hecha de orina y sangre y lleva por nombre "Piss and Blood". ReLoad continúa con el mismo estilo de Metallica ya manifestado en Load, con canciones como "The Memory Remains" en la que participó la cantante británica Marianne Faithfull, "Fuel" y "Devil's Dance"; al igual que la canción "The Unforgiven II", segunda parte de "The Unforgiven" incluida en su famoso Black Album de 1991; como nota curiosa, la saga de The Unforgiven no terminaría en este álbum como se creía, ya que para sorpresa de muchos fue retomada en el álbum Death Magnetic de 2008, con una tercera entrega.
Con ReLoad se cierra un breve capítulo de Metallica influenciado por el country, blues y el hard rock (con la excepción de S&M y Garage Inc, pues se consideran en este caso como discos de grabaciones en vivo y covers (versiones) de las bandas favoritas de Metallica, respectivamente. Metallica no volvería con material propio hasta 2003, reinventándose de nuevo, con su polémico disco St. Anger.
Para este disco Metallica usó la afinación de Eb (mi bemol), es decir, un semitono por debajo de la afinación estándar, para la mayoría de las canciones.
Este disco se caracteriza por tener la mayor cantidad de temas que nunca han sido interpretados en vivo (6 de 13). Los temas Better than You (Ganadora de un premio Grammy en 1998), Bad Seed y Where The Wild Things Are han sido interpretados de manera parcial como "jams", mientras que Slither, Prince Charming y Attitude no han sido interpretados en lo absoluto.

## Lista de canciones
Todas las letras escritas por James Hetfield.
| N.º | Título                                          | Música                                    | Duración |  |
| 1.  | «Fuel»                                          | James Hetfield, Lars Ulrich, Kirk Hammett | 4:29     |  |
| 2.  | «The Memory Remains» (feat. Marianne Faithfull) | Hetfield, Ulrich                          | 4:38     |  |
| 3.  | «Devil's Dance»                                 | Hetfield, Ulrich                          | 5:18     |  |
| 4.  | «The Unforgiven II»                             | Hetfield, Ulrich, Hammett                 | 6:36     |  |
| 5.  | «Better than You»                               | Hetfield, Ulrich                          | 5:21     |  |
| 6.  | «Slither»                                       | Hetfield, Ulrich, Hammett                 | 5:13     |  |
| 7.  | «Carpe Diem Baby»                               | Hetfield, Ulrich, Hammett                 | 6:12     |  |
| 8.  | «Bad Seed»                                      | Hetfield, Ulrich, Hammett                 | 4:05     |  |
| 9.  | «Where The Wild Things Are»                     | Hetfield, Ulrich, Jason Newsted           | 6:50     |  |
| 10. | «Prince Charming»                               | Hetfield, Ulrich                          | 6:04     |  |
| 11. | «Low Man's Lyric»                               | Hetfield, Ulrich                          | 7:36     |  |
| 12. | «Attitude»                                      | Hetfield, Ulrich                          | 5:16     |  |
| 13. | «Fixxxer»                                       | Hetfield, Ulrich, Hammett                 | 8:15     |  |

## Sencillos
1. "The Memory Remains"(Radio single + video)
2. "The Unforgiven II" (Radio single + video)
3. "Fuel" (Radio single + video)

## Créditos
- James Hetfield: voz, guitarra rítmica, guitarra líder (7)
- Kirk Hammett: guitarra líder
- Jason Newsted: bajo eléctrico, coros
- Lars Ulrich: batería

Músicos adicionales
- Marianne Faithfull - Voz adicional en "The Memory Remains"
- Bernardo Bigalli – Violín en "Low Man's Lyric"
- David Miles – Zanfona en "Low Man's Lyric"
- Jim McGillveray – Percusión

## Certificaciones
| País           | Organismo certificador | Certificación | Ventas certificadas |
| -------------- | ---------------------- | ------------- | ------------------- |
| Alemania       | BVMI                   | 5× Oro        | 1 250 000           |
| Argentina      | CAPIF                  | Platino       | 60 000              |
| Australia      | ARIA                   | Platino       | 70 000              |
| Austria        | IFPI Austria           | Oro           | 25 000              |
| Bélgica        | BEA                    | Oro           | 25 000              |
| Canadá         | Music Canada           | 2× Platino    | 200 000             |
| España         | PROMUSICAE             | Platino       | 100 000             |
| Estados Unidos | RIAA                   | 3× Platino    | 3 000 000           |
| Finlandia      | Musiikkituottajat      | Platino       | 45 271              |
| Francia        | SNEP                   | Oro           | 100 000             |
| Hong Kong      | IFPI Hong Kong         | Oro           | 10 000              |
| Japón          | RIAJ                   | Platino       | 200 000             |
| Países Bajos   | NVPI                   | Oro           | 50 000              |
| Polonia        | ZPAV                   | Platino       | 131 494             |
| Reino Unido    | BPI                    | Oro           | 100 000             |
| Suecia         | GLF                    | Oro           | 40 000              |
| Suiza          | IFPI Suiza             | Platino       | 50 000              |
| Europa         | IFPI                   | 2× Platino    | 2 000 000           |

- Datos: Q715465